# 욘강

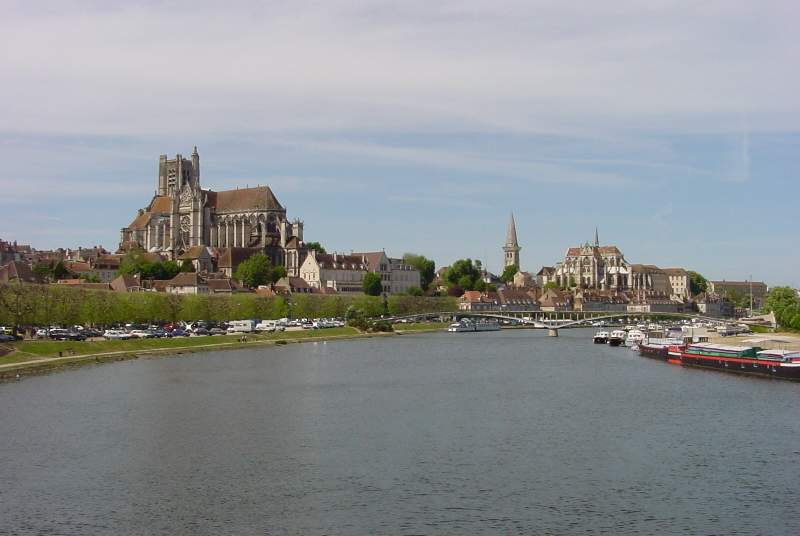

욘강(Yonne)은 프랑스를 흐르는 센강의 지류이다. 길이는 약 293km이며, 욘주 이름의 유래가 된다.